# Cabanac-et-Villagrains
Cabanac-et-Villagrains egy francia település Gironde megyében az Aquitania régióban. Lakosainak száma 2400 fő (2022. január 1.).

## Története
Korábban két külön település volt Cabanac és Villagrains néven

## Adminisztráció
Polgármesterek:
- 2001–2014 Celine Lirbaut-Jany
- 2014–2020 Benoît Darbo

## Demográfia
| Lakosok száma | 895  | 930  | 1123 | 2023 | 2231 | 2327 | 2393 | 2413 | 2409 | 2400 |
|               | 1968 | 1982 | 1990 | 2006 | 2013 | 2015 | 2017 | 2019 | 2020 | 2022 |

## Látnivalók
- Régi vasútállomás
- Egy öreg fa

## Fordítás
- Ez a szócikk részben vagy egészben  a   Cabanac-et-Villagrains című francia Wikipédia-szócikk fordításán alapul.  Az eredeti cikk szerkesztőit annak laptörténete sorolja fel. Ez a jelzés csupán a megfogalmazás eredetét és a szerzői jogokat jelzi, nem szolgál a cikkben szereplő információk forrásmegjelöléseként.